# 諏訪根自子
諏訪 根自子（すわ ねじこ、1920年（大正9年）1月23日 - 2012年（平成24年）3月6日）は、日本のヴァイオリニスト。結婚後の本名は大賀 根自子（おおが ねじこ）。可憐な容姿であったことから国民的な人気を得て「美貌の天才少女」と一世を風靡したほか、ヨーロッパに留学してベルリン・フィルハーモニー管弦楽団との共演を果たすなど、国際的に活躍した。

## 来歴
東京府出身。父親の諏訪順次郎は、山形県庄内地方の豪商で肥料会社を経営する資産家・諏訪八右衛門の子。母親の滝は、酒田高等女学校在学中には声楽家を志望していた。滝は音楽学校進学のため斎藤茂吉のもとで行儀見習いとして生活していた。順次郎の懇請の末、滝は順次郎に嫁いだ。根自子が5歳前後に、諏訪家が経営する廻船問屋が倒産し一家は困窮した。
順次郎は有島武郎、有島生馬など白樺派の作家、芸術家と親しく、クラシック音楽のレコードを購入してきた。これを聴いた幼い根自子が正確な音程で歌うのを聴き、滝は1923年、満3歳の根自子をロシア出身のヴァイオリニスト小野アンナの弟子、中島田鶴子に入門させた。1年後、根自子はその才能を認めたアンナに直接師事してヴァイオリンを習う。また、やはり白系ロシア人のアレクサンドル・モギレフスキーにも習う。1927年に生馬の紹介で一条公爵家の園遊会で演奏会を行い、1929年に小野アンナ門下生の発表会で演奏して次第に注目を集め、1930年秋、来日したエフレム・ジンバリストに紹介されてメンデルスゾーンの協奏曲を演奏して驚嘆させ、1931年、『朝日新聞』で「天才少女」として紹介される。

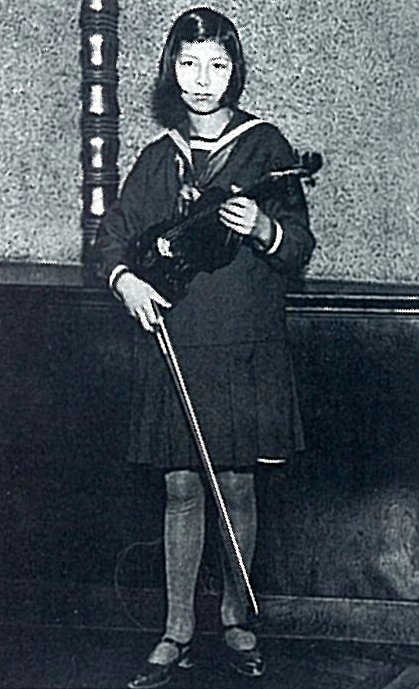
13歳でデビューを果たした「天才少女」根自子（『アサヒグラフ』1932年4月13日号）

1932年4月9日、東京の日本青年館で初リサイタルを開き「神童」と呼ばれる。だが1933年、滝が根自子を連れて家出する事件が起こる。新聞は順次郎が根自子に暴力をふるうと書きたてたが、実際は順次郎の浮気による夫婦不和が原因であった。1934年から、生馬の弟の里見弴はこの事件をモデルに長編小説『荊棘の冠』を発表した。別居には鈴木鎮一、所三男、山科敏が相談相手として手を貸していた。
1933年から1935年にかけて、13歳から15歳の少女期、コロムビアのSPレコードに小品を録音した。全26曲。ピアノ伴奏は上田仁、ナデイダ・ロイヒテンベルクによる。
駐日ベルギー大使アルベール・ド・バッソンピエールが諏訪に注目し、国王レオポルド3世らも歓迎したため、外務省が後援して1936年にベルギーへ留学する。1938年にはパリに移って、原智恵子の紹介でカメンスキーに師事する。翌1939年に第二次世界大戦が勃発したが帰国せずにパリに留まる。カメンスキー家に下宿した。1942年、ドイツ軍のパリ入城を恐れたカメンスキーは在仏日本大使館に支援を要請し、在独日本大使館員が根自子の保護にあたった。このときの大使館員のひとりが後年、結婚する大賀小四郎である。ドイツではハンス・クナッパーツブッシュの指揮するベルリン・フィルハーモニー管弦楽団と共演し、ドイツ宣伝大臣のヨーゼフ・ゲッベルスからストラディヴァリウスとされるヴァイオリンを贈られる。その後もスイスで演奏会を開くなど演奏活動を継続。ベルリンが陥落してドイツが連合国に降伏するとアメリカ軍に身柄を拘束され、米国を経て1945年12月6日帰国する。この際は、駐独大使大島 浩、ドイツ外交官補の大賀小四郎（のちの夫）、フランス外交官補の前田陽一が一緒だった。

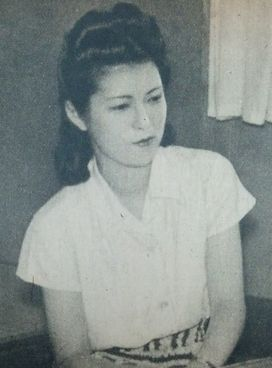
第二次大戦後に欧州からの帰国を果たして間もない時期の諏訪（『アサヒグラフ』 1948年9月8日号）

帰国間もない時期の録音としては、NHKラジオ第2放送『放送音楽会』（1949年11月28日）に出演し東宝交響楽団（現・東京交響楽団）との共演でブラームスの「ヴァイオリン協奏曲ニ長調」を演奏した音源がNHKアーカイブスにて保存されている。
戦後は日本で井口基成、安川加寿子らとコンサートを開くが、1960年以後は演奏の第一線から引退する。その後の消息はほとんど聞かれず、伝説中の人物となっていた。1978年から1980年に録音されたバッハの「無伴奏ヴァイオリンのためのソナタとパルティータ」がキングレコードより発売された。1990年代になって、ごく少ない機会ながら私的なサロン・コンサートで演奏するようになり、1994年録音のいくつかがCD化されて、全盛期と変わらず気品と迫力のある演奏が話題になった。
1997年から2012年まで甥夫妻の家族介護の末、同年3月6日に看取られた。

## ドイツでの活躍
前述したとおり、諏訪は1943年10月19日と20日の両日、ハンス・クナッパーツブッシュの指揮するベルリン・フィルと共演し、ブラームスのヴァイオリン協奏曲を演奏した。当日の演奏は大好評で、10月21日付けの地元のベルリン正午新聞でも好意的に取り上げられた。諏訪自身もクナッパーツブッシュから大いなる啓示を受け、後年甥に以下のように述懐している。
クナッパーツブッシュ先生にお目にかかった瞬間、強く激しい印象に打たれました。きびしく、真摯な表情のうちに、精神の深い輝きが満ち溢れていました。それは真の芸術家だけに許される高貴な姿だと感動しました。先生のこのときの演奏は、私自身、ブラームスの協奏曲を表現するというより、ブラームスの世界の一部と化したとでも言えるでしょうか。ヴァイオリニストとして忘れることのできない、身震いするほどの充足感でいっぱいでした。先生はヘラクレス、この世の人とは思えない大指揮者でした。演奏のあいだ、私は立っているのがやっとであったことをはっきり憶えています。

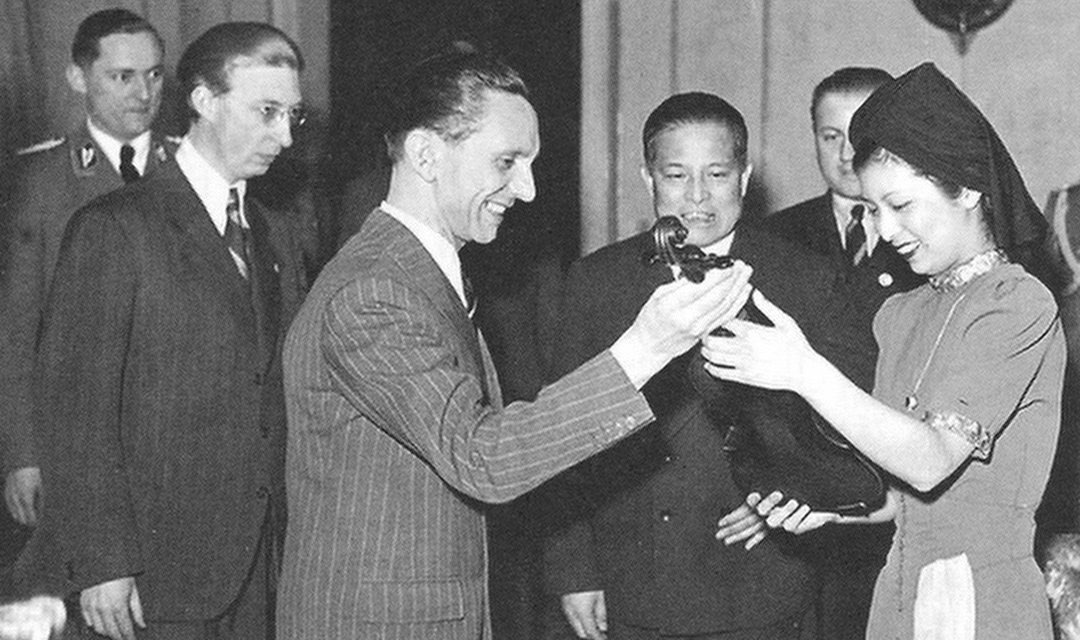
1943年2月22日、ストラディヴァリウスとされるヴァイオリンをゲッベルスから贈られる諏訪根自子。2人の間にいるのは駐独大使の大島浩。

この演奏会で使用されたヴァイオリンは、1943年2月22日にヨーゼフ・ゲッベルスから諏訪に贈られたもので、これはストラディヴァリウスとされているが、その真贋や由来は不明である。
諏訪自身は生前のインタビューで、当該ヴァイオリンについて「盗品ではなく、ゲッベルスの部署がシレジアの仲介業者から購入した」と説明していた。諏訪の没後の、当該ヴァイオリンの所有者であるノブキソウイチロウ（甥の詩人）は、「ナチスの略奪資産研究家」であるカーラ・シャプロウの鑑定の求めに応じていない。

## CD・レコード
- 『バッハ：無伴奏ヴァイオリン・ソナタ＆パルティータ全曲』 - 1981年、（LP、SEVEN SEASレーベル、キングレコード、KSAC-161/3）
- 『バッハ』 - 1994年、キングレコード。以下はCD
- 『ベートーヴェン』- 1994年、キングレコード
- 『エヴァンゲリオン・クラシック4 バッハ』 - 1997年、キングレコード、KICC-236
- 『日本の洋楽1923-1944』 - 2002年、ロームミュージックファンデーション
- 『荒城の月のすべて』 - 2003年、キングレコード
- 『TV-CMベスト クラシック篇』 - 2005年、キングレコード
- 『「SP音源による」伝説の名演奏家たち 日本人アーティスト編』 - 2009年、日本コロムビア
- 『諏訪根自子の芸術』 - 2013年、日本コロムビア (1933年から1935年にかけ、根自子13歳～15歳時の録音を、SPレコードからCD復刻)
- 『永遠なれ 諏訪根自子』 - 2013年、キングレコード。60代半ば時の録音

## 諏訪根自子を描いた作品
出版
- 『世界音楽全集 第20巻 ヴァイオリン』大田黒元雄・監修 - 筑摩書房、1962年。※ソノシート4枚付録（諏訪の演奏2曲収録）
- 深田祐介『美貌なれ昭和―諏訪根自子と神風号の男たち』 文藝春秋、1983年、文春文庫、1985年。
- 萩谷由喜子『諏訪根自子：美貌のヴァイオリニスト その劇的生涯：1920-2012』アルファベータ、2013年3月

テレビドラマ
- 『美貌なれ昭和〜東京ロンドン間1万5千キロに挑んだ「神風」号の男たちの壮大なロマン・天才バイオリニスト諏訪根自子の華麗な旋律』テレビ朝日、1985年 - 諏訪根自子役：小室満里子

ラジオ番組
- 『クラシックの迷宮 ―諏訪根自子のブラームス― 〜NHKのアーカイブスから〜』 - 2013年6月29日、NHK-FM

## 家族・親族
- 伯父：諏訪尚太郎 - 実業家
- 叔父：諏訪熊太郎 - 宗教家
- 妹：信木津儀子（諏訪晃代） - 翻訳家
- 妹：諏訪晶子 - ヴァイオリニスト、国立音楽大学名誉教授
- 夫：大賀小四郎 - ドイツ文学者、外交官。